# Discoveries in the Judaean Desert
Discoveries in the Judaean Desert (DJD) est le titre de la première édition officielle des manuscrits de la mer Morte. Son impression a été assurée par Clarendon Press.
La publication a commencé lentement : en 1982 seuls sept tomes avaient paru. À partir de 1990, grâce à la contribution de chercheurs israéliens, l'entreprise, placée sous la responsabilité éditoriale d'Emmanuel Tov, a rapidement progressé. Avec 40 volumes et plus de 50 ans après la découverte des manuscrits, elle est à présent achevée. La révision des volumes les plus anciens est envisagée.

## Contenu
1. D. Barthélemy ; J. T. Milik. Grotte de Qumrân  I DJD I: Grotte de Qumrân  1.I. Oxford : Clarendon Press, 1955. XI + 163 + XXXVII pages de planches.
2. P. Benoit ; J. T. Milik ; R. de Vaux. Les grottes de Murabba'at DJD II. Oxford : Clarendon Press, 1961. XV + 314 + CVII pages de planches.
3. M. Baillet ; J. T. Milik ; R. de Vaux. Les 'Petites Grottes de Qumrân DJD III. Oxford : Clarendon Press, 1962. XIII + 315 + LXXIl pages de planches.
4. J. A. Sanders. The Psalms Scroll of Grotte de Qumrân 11 (11QPsa). DJD IV : Cave 11.I. Oxford : Clarendon Press, 1965. XI + 97 + XVII pages de planches.
5. J. M. Allegro avec A. A. Anderson. 4Q158–4Q186. DJD V : Grotte de Qumrân 4.I. Oxford : Clarendon Press, 1968. XII + 111 + XXXI pages de planches.
6. R. de Vaux ; J. T. Milik. I. Archéologie, II. Tefillin, Mezuzot et Targums (4Q128–4Q157). DJD VI : Qumrân grotte 4.II. Oxford : Clarendon Press, 1977. XI + 91 + XXVIII pages de planches.
7. M. Baillet. 4Q482–4Q520. DJD VII: Qumrân grotte 4.III. Oxford : Clarendon Press, 1982. XIV + 339 + LXXX pages de planches.
8. Emanuel Tov, avec la collaboration de R. A. Kraft. The Greek Minor Prophets Scroll from Nahal Hever (8HevXIIgr). DJD VIII. Oxford : Clarendon Press, 1990 ; réimpression avec des corrections en 1995. X + 169 + XX pages de planches.
9. P. W. Skehan ; E. Ulrich ; J. E. Sanderson. Paleo Hebrew and Greek Biblical Manuscripts. DJD IX : Grotte de Qumrân  4.IV. Oxford : Clarendon Press, 1992. XIII + 250 + XLVII pages de planches.
10. E. Qimron ; J. Strugnell. Miqsat Ma'ase ha-Torah. DJD X : Grotte de Qumrân  4.V. Oxford : Clarendon Press, 1994. XIV + 235 + VIII pages de planches.
11. E. Eshel et alii, en consultation avec J. VanderKam et M. Brady.  textes poétiques et liturgiques, Part 1. DJD XI : Grotte de Qumrân  4.VI. Oxford : Clarendon Press, 1998. XI + 473 + XXXII pages de planches.
12. Eugene Ulrich, Frank M. Cross et alii. Genesis to Numbers. DJD XII : Grotte de Qumrân  4 VII. Oxford : Clarendon Press, 1994. XV + 272 + XLIX pages de planches.
13. H. Attridge et alii, en consultation avec J. VanderKam. Parabiblical Texts, Part 1 DJD XIII : Grotte de Qumrân  4.VIII. Oxford : Clarendon Press, 1994. X + 470 + XLIII pages de planches.
14. Eugene Ulrich, Frank M. Cross et al. Deuteronomy, Joshua, Judges, Kings. DJD XIV: Grotte de Qumrân  4.IX. Oxford : Clarendon Press, 1995 ; réimpression en 1999. XV + 183 + XXXVII pages de planches.
15. Eugene Ulrich et alii. The Prophets DJD XV : Grotte de Qumrân  4.X. Oxford : Clarendon Press, 1997. XV + 325 + LXIV pages de planches.
16. Eugene Ulrich et alii. Psalms to Chronicles. DJD XVI : Grotte de Qumrân  4 XI. Oxford : Clarendon Press, 2000. XV + 302 + XXXVIII pages de planches.
17. Frank M. Cross et alii. 1-2 Samuel DJD XVII : Grotte de Qumrân  4.XII. Oxford : Clarendon Press, 2005. 332 + XXVIII pages de planches.
18. J. M. Baumgarten. The Damascus Document (4Q266–273). DJD XVIII : Grotte de Qumrân  4.XIII. Oxford : Clarendon Press, 1996. XIX + 236 + XLII pages de planches.
19. M. Broshi et alii, en consultation avec J. VanderKam. Parabiblical Texts, Part 2 DJD XIX : Grotte de Qumrân  4.XIV. Oxford : Clarendon Press, 1995. XI +267 + XXIX pages de planches.
20. T. Elgvin et alii, en consultation avec J. A. Fitzmyer. Sapiential Texts, Part 1 DJD XX : Grotte de Qumrân  4.XV. Oxford : Clarendon Press, 1997. XI + 246 + XVIII pages de planches.
21. S. Talmon ; J. Ben-Dov ; U. Glessmer. Calendrical Texts. DJD XXI : Grotte de Qumrân  4.XVI. Oxford : Clarendon Press, 2001. XII + 263 + XIII pages de planches.
22. G. J. Brooke et alii, en consultation avec J. Vanderkam. Parabiblical Texts, Part 3 DJD XXII : Grotte de Qumrân  4.XVII. Oxford : Clarendon Press, 1996. XI + 352 + XXIX pages de planches.
23. F. García Martínez ; E. J. C. Tigchelaar ; A. S. van der Woude. 11Q2–18, 11Q20–31 DJD XXIII : Grotte de Qumrân  11.II. Oxford : Clarendon Press, 1998. XIII + 487 + LIV pages de planches.
24. M. J. W. Leith. Wadi Daliyeh Seal Impressions. DJD XXIV. Oxford : Clarendon Press, 1997. XXV + 249 + XXIV pages de planches.
25. É. Puech. Textes hébreux (4Q521–4Q528, 4Q576–4Q579). DJD XXV : Grotte de Qumrân  4.XVIII. Oxford : Clarendon Press, 1998. XII + 229 + XV pages de planches.
26. P. Alexander ; Géza Vermes. 4QSerekh Ha-Yah [ad and Two Related Texts DJD XXVI: Grotte de Qumrân  4.XIX. Oxford : Clarendon Press, 1998. XVII + 253 + XXIV pages de planches.
27. H. M. Cotton ; Ada Yardeni. Aramaic, Hebrew, and Greek Documentary Texts from Nahal Hever and other Sites:, avec un appendice contenant des textes supposés de Qumrân (La collection Seiyâl II). DJD XXVII. Oxford : Clarendon Press, 1997. XXVII + 381 pages + 33 figures + LXI pages de planches.
28. D. M. Gropp. Wadi Daliyeh II: The Samaria Papyri for Wadi Daliyeh. M. Bernstein, M. Brady, J. Charlesworth et alii. Miscellanea, Part 2. DJD XXVIII : Grotte de Qumrân  4.XXVIII. Oxford : Clarendon Press, 2001. XV + 254 + LXIII pages de planches.
29. E. Chazon et alii, avec J. VanderKam et. Brady, Textes poétiques et liturgiques, Part 2 DJD XXIX : Grotte de Qumrân  4.XX. Oxford : Clarendon Press, 1999. XIII + 478 + XXVIII pages de planches.
30. D. Dimant. Parabiblical Texts. Part 4: Pseudo-Prophetic Texts DJD XXX : Grotte de Qumrân  4.XXI. Oxford : Clarendon Press, 2001. XIV + 278 + XII pages de planches.
31. É. Puech. Textes araméens. Première partie : 4Q529–549 DJD XXXI : Grotte de Qumrân 4.XXII. Oxford : Clarendon Press, 2001. XVIII + 439 + XXII pages de planches.
32. P. W. Flint ; E. Ulrich. The Isaiah Scrolls DJD XXXII. Grotte de Qumrân  1.II. Oxford : Clarendon Press, 2010. XVIII + 150 + 9 pages de planches ; XVII + 260 pages [en 2 volumes].
33. D. M. Pike ; A. Skinner, avec une contribution de T. L. Szink, en consultation avec J. VanderKam et M. Brady. Unidentified Fragments. DJD XXXIII : Grotte de Qumrân 4.XXIII. Oxford : Clarendon Press, 2001. XV + 376 + XLI pages de planches.
34. J. Strugnell ; D. J. Harrington ; T. Elgvin, en consultation avec J. A. Fitzmyer, 4QInstruction (Musar leMevin): 4Q415 ff. DJD XXXIV : Grotte de Qumrân  4.XXIV. Oxford : Clarendon Press, 1999. XVI + 584 + XXXI pages de planches.
35. J. Baumgarten et alii Halakhic Texts. DJD XXXV : Grotte de Qumrân  4.XXV. Oxford : Clarendon Press, 1999. XI + 173 + XII pages de planches.
36. S. J. Pfann. Cryptic Texts; P. Alexander et alii, en consultation avec J. VanderKam et M. Brady. Miscellanea, Part 1. DJD XXXVI : Grotte de Qumrân  4.XXVI. Oxford : Clarendon Press, 2000. XVI + 739 + XLIX pages de planches.
37. É. Puech. Textes araméens. Deuxième partie : 4Q550–575, 580–582  DJD XXXVII : Grotte de Qumrân  4.XXVII. Oxford : Clarendon Press, 2009. XXVI + 561 + XXVI pages de planches.
38. J. Charlesworth et alii, en consultation avec J. VanderKam et M. Brady. Miscellaneous Texts from the Judaean Desert DJD XXXVIII. Oxford : Clarendon Press, 2000. XVII + 250 + XXXVI pages de planches.
39. E. Tov. The text from the Judaean Desert : indices and an introduction to the Discoveries in the Judaean Desert series DJD XXXIX. Oxford : Clarendon Press, 2002. X + 452 pages.
40. H. Stegemann ; E. Schuller ; C. Newsom. Qumran Cave 1.III: 1QHodayot a, with Incorporation of 4QHodayot a-f and 1QHodayot b DJD XL. Oxford : Clarendon Press, 2009. XXI + 402 + XXIX pages de planches.